# فيل جونسون (لاعب كرة سلة)
فيل جونسون (بالإنجليزية: Phil Johnson)‏ (و. 1941  م) هو لاعب كرة سلة، ومدرب كرة سلة، ومدرب رياضي أمريكي، ولد في غريس.

## التعليم
تعلم في Grace High School ‏
.

## جوائز
حصل على جوائز منها:

جائزة مدرب السنة من الدوري الاميركي للمحترفين ‏ (1975)

## روابط خارجية
- فيل جونسون على موقع كلية كرة السلة في سبورتس رفرنس.كوم (الإنجليزية)
- فيل جونسون على موقع سبورتس رفرنس (الإنجليزية)
- فيل جونسون على موقع كلية كرة السلة في سبورتس رفرنس.كوم (الإنجليزية)